# Jüdischer Friedhof (Nagykanizsa)

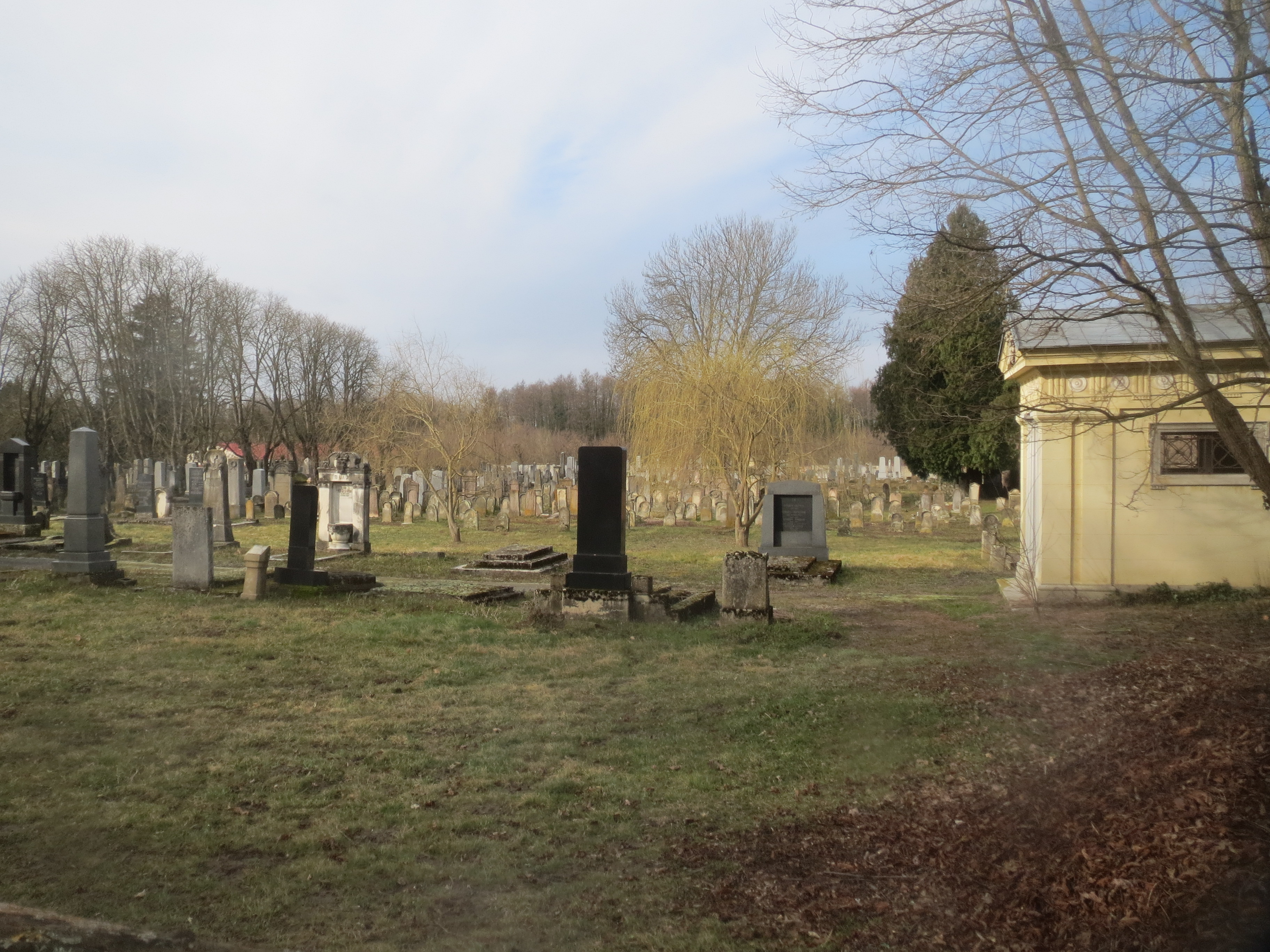
Jüdischer Friedhof in Nagykanizsa

Der Jüdische Friedhof in Nagykanizsa, einer Stadt im Komitat Zala in Westungarn, ist gut erhalten und wird gepflegt.

## Geschichte
Im Jahr 1784 bekam die jüdische Gemeinde der Stadt einen Platz für ihren Friedhof zugewiesen. Erste Begräbnisse fanden 1796 statt.
Als 1860 der Bahnhof von Nagykanizsa gebaut wurde, wurde der gesamte Friedhof (einschließlich der alten Grabsteine) mehrere 100 Meter verlegt.
Zwischen 1880 und 1890 wurde eine große, neoklassizistische Eingangs- und Begräbnishalle gebaut.

## Beschreibung

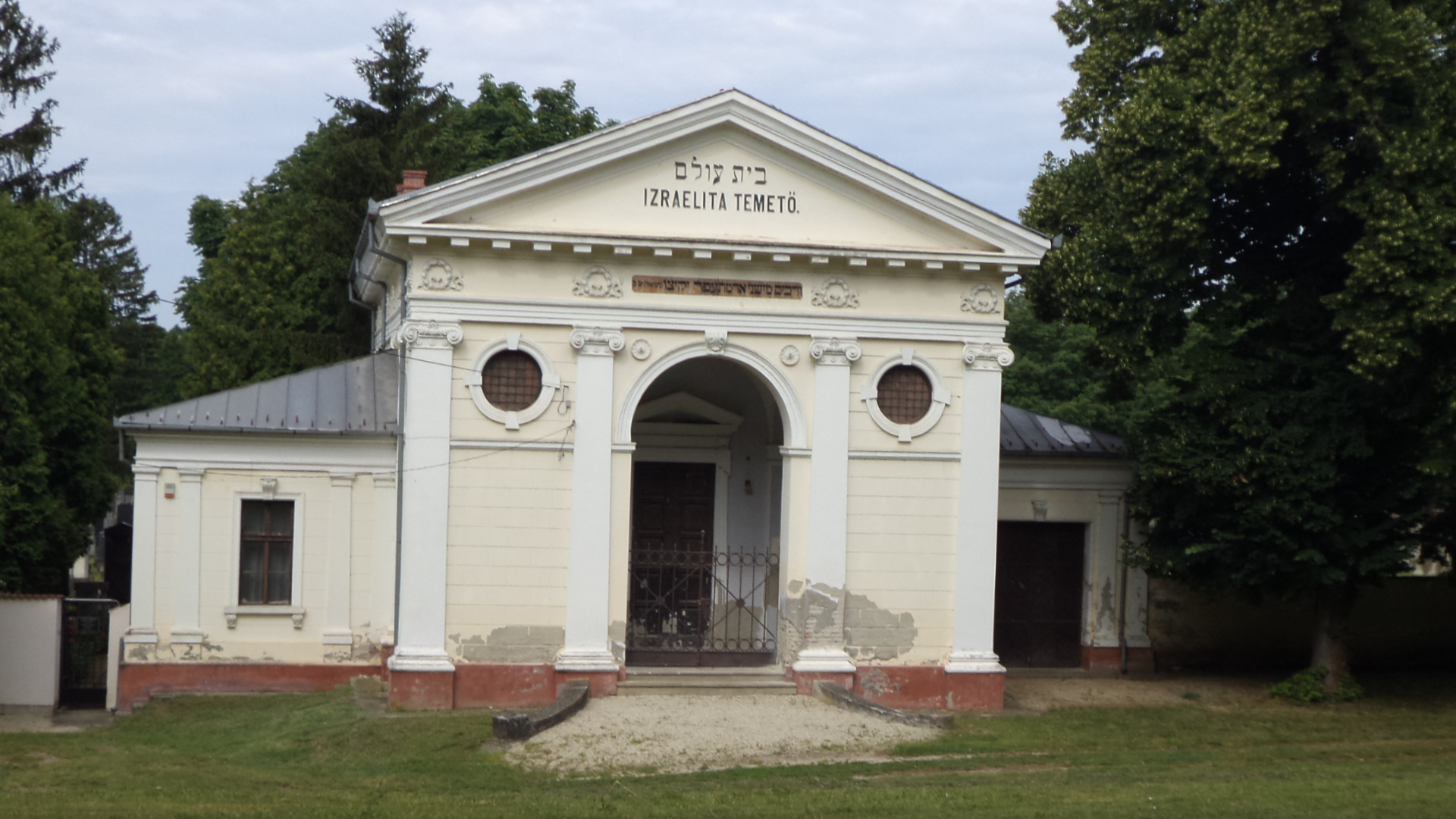
Begräbnishalle

Der Friedhof liegt circa 1,5 km vom Stadtzentrum entfernt und ist von der zum Bahnhof führenden Ady-Endre-Straße gut zu sehen.
Er ist in 2,3 Hektar groß und in 29 Sektoren gegliedert, von denen jeder durchschnittlich 200 Gräber hat. Insgesamt sind es circa 6000 Grabstellen.
Neben den schwarzen Obelisken, die die Grabstellen markieren, sind noch viele Grabsteine aus dem 19. Jahrhundert zu sehen. Darüber hinaus gibt es einen Gedenkstein für die Opfer des Holocaust.